# 易綱
易 綱（えき・こう、イー・ガン、簡体字: 易纲、拼音: Yì Gāng、1958年3月5日 - ）は、中国の経済学者。2018年から2023年まで中国人民銀行行長（総裁）を務めた。

## 略歴
1958年3月5日、北京市出身。1980年に北京大学経済学部を卒業後、1986年にアメリカ合衆国に留学してイリノイ大学で経済学博士号を取得。博士論文は「スタイン推定とモデル選択」。
1986年から1994年にかけてインディアナ大学で准教授を務めた後、中国に帰国。1994年に林毅夫らと北京大学に「中国経済研究センター」を設立し、同大学の教授となる。
1997年から中国人民銀行の貨幣政策委員会事務局長、通貨政策委員会事務局長、金融政策局長などを歴任し、2007年に副行長（副総裁）となり、2009年から2016年まで国家外貨管理局長を兼務した。
2016年10月、国際通貨基金（IMF)が特別引出権（SDR）のバスケット通貨に人民元採用後初のIMF・世界銀行年次総会に周小川の代理で出席した。
2017年10月の中国共産党党大会で中央委員候補に選出。
2018年3月、周小川の後を受けて中国人民銀行行長（総裁）に就任した。
2018年5月、日本を訪れ、日本銀行の黒田東彦総裁と会談して日中の通貨スワップ協定の締結で合意した。
2022年10月の中国共産党党大会では中央委員にも中央委員候補にも名を連ねていなかったが、2023年3月の全国人民代表大会で中国人民銀行行長の続投が決定した。同年7月25日、全国人民代表大会常務委員会が潘功勝を新行長に充てる人事を決定。